# Ducado de Bouillon
El Ducado de Bouillón (en francés: Duché de Bouillon) fue un ducado que comprendía Bouillon y ciudades y pueblos adyacentes en la actual Bélgica.
El estado se originó en el siglo X como propiedad de los Señores de Bouillon, propietarios del Castillo de Bouillon. El cruzado Godofredo de Bouillón, más tarde el primer rey de Jerusalén, vendió Bouillon al Principado-Obispado de Lieja, en 1095. Los Príncipes-Obispos de Lieja, en consecuencia, se convirtieron en señores de Bouillon y finalmente adoptaron el título de duque. El ducado fue reclamado más tarde por miembros de las Casas de La Marck y La Tour d'Auvergne. A partir de 1678, fue un ducado soberano bajo protección francesa y gobernado por La Tour. Fue anexado por Francia en 1795.

## Geografía
El ducado de Bouillon fue un ducado soberano hasta 1795. En 1789, tenía una población de 2.500 habitantes. La ciudad más grande era Bouillon, situada a orillas del río Semois. También estaba formada por los pueblos de los alrededores: Sugny, Corbion, Alle, Rochehaut, Ucimont, Botassart, Sensenruth, Noirefontaine, Gros-Fays, Fays-les-Veneurs, Bertrix, Carlsbourg, Paliseul, Jehonville, Opont, Anloy, Porcheresse, Gembes, Gedinne , Sart-Custinne y Tellin.
Bouillon está situada en una región de habla valona.

## Historia

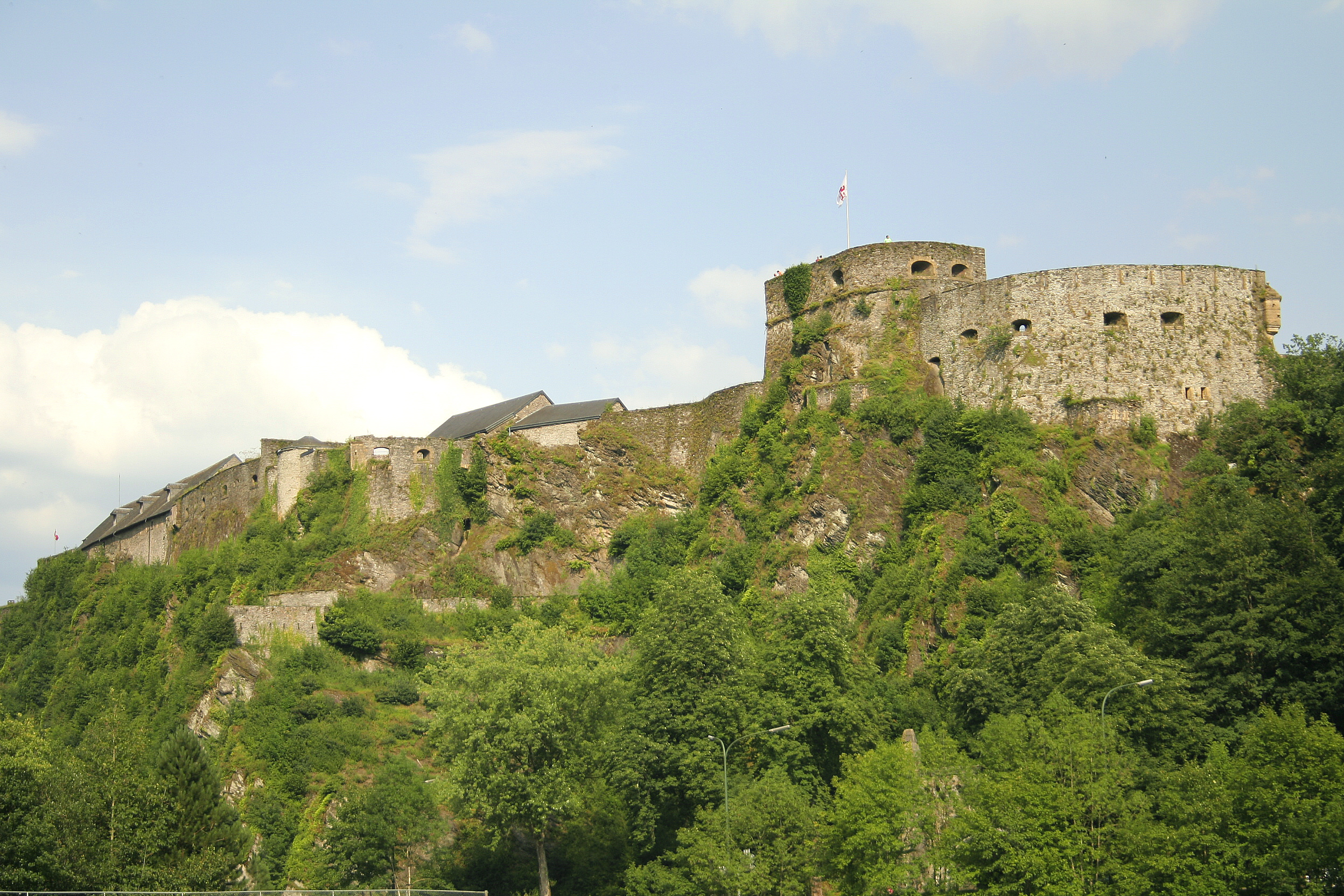
Castillo de Bouillon

Los orígenes del ducado de Bouillon no están claros. La primera referencia al castillo de Bouillon aparece en 988 y en el siglo XI, Bouillon era un feudo de la Casa de las Ardenas, que se autodenominaba Señores de Bouillon . A la muerte de Godofredo III, duque de la Baja Lorena, en 1069, Bouillon pasó a manos de su sobrino, Godofredo de Bouillon . En 1095, Godofredo de Bouillon vendió Bouillon a Otbert , príncipe obispo de Lieja , para financiar su participación en la Primera Cruzada. Godofredo se convirtió más tarde en el primer gobernante del Reino de Jerusalén .
En 1415, el príncipe-obispo de Lieja concedió la châtellenie de Bouillon a la casa de La Marck. En 1456, Luis de Borbón, obispo de Lieja, se convirtió en el primer individuo en llamarse a sí mismo "duque de Bouillon". En 1482, el entonces castillo de Bouillon, Guillermo de La Marck, ordenó el asesinato de Luis en un complot para instalar a su hijo, Jean de la Marck , como príncipe-obispo. Este complot resultó infructuoso: Juan de Hornes fue elegido sucesor de Luis de Borbón como príncipe-obispo de Lieja. Juan libró entonces una guerra con Guillermo que terminó con el Tratado de Tongeren , firmado el 21 de mayo de 1484, en el que la familia de la Marck renunció a su derecho sobre Lieja, aunque conservaron el castillo de Bouillon como prenda de un préstamo de 30.000 libras y de su apoyo al príncipe-obispo contra el emperador Maximiliano I. En 1492, Roberto II de la Marck empezó a llamarse a sí mismo «duque de Bouillon», pero en 1521, Érard de La Marck , príncipe-obispo de Lieja (y hermano de Roberto), con el apoyo de las tropas de Carlos V, emperador del Sacro Imperio Romano Germánico, consiguió recuperar Bouillon para el príncipe-obispado.
Al convertirse en castellano en 1536, Roberto Fleuranges III de La Marck también se autodenominó "duque de Bouillon" y su sucesor Roberto IV mantuvo el derecho a este título. Durante la Guerra italiana de 1551-1559, Bouillon fue ocupada por las fuerzas de Enrique II de Francia para mantenerlas libres de la influencia de los Habsburgo, pero Enrique confirmó a Roberto IV como duque de Bouillon.
De 1560 a 1642, los duques de Bouillon fueron también los gobernantes del Principado independiente de Sedán.
Con la muerte de Charlotte de La Marck en 1594, el ducado y el título pasaron a su marido Henri de La Tour d'Auvergne y, a partir de entonces, pasaron a ser posesión de la Casa de La Tour d'Auvergne . Francia volvió a invadir Bouillon en 1676 durante la guerra franco-holandesa, pero Godefroy Maurice de La Tour d'Auvergne conservó el título. A partir de ese momento, aunque oficialmente el ducado de Bouillon seguía siendo parte del Sacro Imperio Romano Germánico, en realidad era un protectorado francés. Esta situación fue confirmada por los Tratados de Nimega de 1678 .
A raíz de la Revolución Francesa, el Ejército Revolucionario Francés invadió el Ducado de Bouillon en 1794, creando la efímera República de Bouillon . En 1795, Bouillon fue anexada a Francia. El último duque, Jacques Léopold de La Tour d'Auvergne , murió en 1802 sin dejar hijos (lo que supuso la extinción de la familia La Tour d'Auvergne).
En 1815, el Congreso de Viena estableció una comisión arbitral para determinar quién era el «duque de Bouillon» y decidió a favor de Charles Alain Gabriel de Rohan (el pariente más cercano del último duque por el lado paterno) sobre Philippe d'Auvergne (un pariente postulado, que había sido adoptado y declarado heredero por el padre de Jacques, Godefroy de La Tour d'Auvergne, cuando era duque). Mientras tanto, el ducado de Bouillon fue anexado al Gran Ducado de Luxemburgo, entonces en unión personal con el Reino de los Países Bajos (que más tarde pasó a formar parte del Reino de los Belgas en 1830). El título, el territorio y la deuda de Bouillon siguieron siendo motivo de discordia entre el obispado y las casas nobles antes y después de la anexión francesa de Bouillon en 1795. Los fallos judiciales sobre los demandantes no se resolvieron hasta 1825.